# Канделария
Канделария (на испански: Candelaria) е испански град на остров Тенерифе (Канарските острови, Испания). Градът има население от 26 290 жители и е известен, защото там се намира главния католически храм на Канарските острови, Базиликата на Дева Мария от Канделария, на светеца покровител на Канарските острови. Всяка година милиони хора посещават базиликата.